# Masdevallia stigii
Masdevallia stigii är en orkidéart som beskrevs av Carlyle August Luer och L.Jost. Masdevallia stigii ingår i släktet Masdevallia och familjen orkidéer. Inga underarter finns listade i Catalogue of Life.